# Mega Center Astana
Das Mega Center Astana ist ein Einkaufszentrum in der kasachischen Hauptstadt Astana. Es liegt im neuen Regierungsviertel der Stadt und ist Teil der Handelskette MEGA, die insgesamt vier solcher Einkaufszentren in Kasachstan betreibt.
Das Einkaufszentrum beherbergt 49 Läden auf drei Stockwerken. Unter den Geschäften befinden sich Filialen namhafter Unternehmen, wie etwa des deutschen Sportartikelherstellers adidas oder Nike. In der Modebranche sind Levi Strauss & Co., s.Oliver und Chevignon vertreten. Außerdem gibt es acht Gastronomiebetriebe und ein Kino.
Das Einkaufszentrum befindet sich schnell erreichbar an der Saryarka Avenue neben dem Shopping & Entertainment Centre „Duman“.